# Gianluca Lapadula
Gianluca Lapadula (Turijn, 7 februari 1990) is een Italiaans voetballer die doorgaans als aanvaller speelt. Doordat hij een Peruaanse moeder heeft heeft, komt hij uit voor het Peruviaans elftal.

## Clubcarrière
Lapadula werd geboren in Turijn. In het begin van zijn loopbaan speelde hij bij Pro Vercelli, Ivrea en Parma. Parma verhuurde hem aan Atletico Roma, Ravenna, San Marino, Cesena, Frosinone, het Sloveense Gorica en Teramo. Na het faillissement van Parma in 2015 vertrok de aanvaller transfervrij naar Pescara. Tijdens het seizoen 2015/16 maakte hij dertig doelpunten in vierendertig competitieduels in de Serie B. Die prestaties leverden hem een vijfjarig contract op bij AC Milan, waar hij zich in juni 2016 aan de club verbond tot medio 2021. In 2017 werd hij verhuurd aan Genoa, waarna hij een jaar later definitief werd overgenomen. In 2019 werd hij voor één seizoen verhuurd aan Lecce. In 2020 maakte hij de overstap naar Benevento. Anno 2024 komt Lapadula uit voor Cagliari.